# Federação Santomense de Futebol
A Federação Santomense de Futebol (FSF) é o órgão que dirige e controla o futebol de São Tomé e Príncipe. 
Ela comanda as competições nacionais no país, como o Campeonato Santomense de Futebol, e as seleções nacionais, tal como a  seleção são-tomense de futebol masculino. A sede deste órgão está localizada em São Tomé, capital do país.
A federeção foi fundada em 1975, mas filiou-se à FIFA somente no ano de 1986.

## CAF
A Federação Santomense de Futebol filiou-se à CAF no ano de 1987. Porém, a seleção principal disputou as Eliminatórias para Copa Africana de Nações pela primeira vez somente em 1999.
A FSF também faz parte da União das Federações Centroafricanas de Futebol (UNIFFAC), associação regional que engloba as federações do Centro da África e Golfo da Guiné, embora não tenha disputado nenhuma edição da Taça CEMAC até 2025.

## FIFA
Pela seleção nacional não ter disputado nenhuma partida internacional entre 2003 e 2010, a federação perdeu o seu direito de voto no Congresso da FIFA por não ter, desde então, participado de ao menos duas competições organizadas pela entidade máxima do futebol mundial. Sob pena de perder os 250 mil dólares americanos anuais que a FIFA coloca à disposição do arquipélago, a federação voltou a inscrever a seleção local em uma competição oficial em 2011, para as Eliminatórias da Copa do Mundo FIFA de 2014.
Em 11 de novembro de 2011, na cidade de São Tomé, a seleção nacional voltou a disputar uma partida oficial, contra a seleção do Congo, pondo fim a um período de 8 anos de inatividade e à suspensão do direito de voto da Federação Santomense. Desde então, a seleção vem disputando partidas anualmente.
Em fevereiro de 2023, Domingos Monteiro foi eleito pela terceira vez presidente da FSF, para o mandato 2023-2026, em evento que contou com a presença do presidente da FIFA, Gianni Infatino. No entanto, diversos clubes de futebol são-tomenses denunciaram à FIFA um buraco financeiro nas contas da Federação de Futebol, com divergências nos prêmios dados pela participação no campeonato nacional. Neste ano, a seleção nacional fracassou nas Eliminatórias para o Campeonato Africano das Nações.

## Organização
- Presidente atual: Domingos Monteiro (Período: 2015-2026)
- Secretário-geral: Arlindo Carneiro Rodrigues
- Técnico (futebol masculino): Gimboa
- Técnico (futebol feminino): -